# Хар, Уильям, 3-й граф Листоуэл
Уильям Хар, 3-й граф Листоуэл (29 мая 1833 — 5 июня 1924) — англо-ирландский пэр и либеральный политик. Он носил титул учтивости — виконт Эннисмор с 1837 по 1856 год.

## Предыстория
Родился 29 мая 1833 года. Старший сын Уильяма Хара, 2-го графа Листоуэла (1801—1856), и Мэри Огасты Уиндем (1805—1871), вдовы Джорджа Уиндема и дочери вице-адмирала Уильяма Лукина Уиндема. Он получил образование в Итонской колледже, а затем в 1852 году получил чин лейтенанта шотландской стрелковой гвардии.

## Военная карьера
Служил в своем полку во время Крымской войны (1854—1856). В битве при Альме он был ранен 30 сентября 1854 года и по инвалидности был отправлен на корабле в Англию.

## Политическая карьера
На парламентских выборах 1855 года Уильям Хар баллотировался от либеральной партии в графстве Корк.
4 февраля 1856 года после смерти своего отца он унаследовал титулы 3-го графа Листоуэла, 3-го виконта Эннисмора и Листоуэла, 3-го барона Эннисмора в графстве Керри. Но так как это было ирландское пэрство, оно не давало ему права на место в Палате лордов Великобритании.
8 декабря 1869 года ему был присвоен титул 'барона Хара  из Конвамора в графстве Корк в системе Пэрства Соединённого королевства, что дало ему немедленное право заседать в Палате лордов. В 1873 году он был награжден Орденом Святого Патрика. Он занимал должность мирового судьи графства Корк.
Лорд Листоуэл позже служил лордом в ожидании (правительственным кнутом в Палате лордов) с мая по сентябрь 1880 года , это было в начале второго либерального правительства Уильяма Юарта Гладстона. Также он был назначен на преимущественно церемониальную должность вице-адмирала Мюнстера.

## Семья
31 августа 1865 года лорд Листоуэл женился на леди Эрнестине Мэри Браднелл-Брюс (14 марта 1847 — 27 декабря 1936), младшей дочери Эрнеста Бруденелла-Брюса, 3-го маркиза Эйлсбери, и достопочтенной Луизы Элизабет Хорсли-Бересфорд. У супругов было четверо детей:
- Ричард Хар, 4-й граф Листоуэл (12 сентября 1866 — 16 ноября 1931), старший сын и преемник отца.
- Достопочтенный Чарльз Эмброуз Хар (5 сентября 1875 — 4 мая 1885)
- Маргарет Эрнестина Огаста Хар (? — 15 июля 1951), она вышла замуж за Реджинальда Лодера.
- Беатрис Мэри Хар (? — 1960), вышла замуж за достопочтенного Эдварда О’Брайена (? — 1943), младшего сына 14-го барона Инчикуина.

Лорд Листоуэл скончался в июне 1924 года в возрасте 91 года, и его титулы унаследовал его старший сын Ричард. Двое его внуков, Уильям Хар, 5-й граф Листоуэл, и Джон Хар, 1-й виконт Блекенхем, оба стали министрами правительства. Леди Листоуэл умерла в 1936 году